# Cylindrocline commersonii
Cylindrocline commersonii é uma espécie de Magnoliophyta da família Asteraceae. Apenas pode ser encontrada em Maurícia. Seu hábitat natural são as regiões subtropicais ou as tropicais secas.